# Мейер, Альфред
Альфре́д Ме́йер (нем. Alfred Meyer; 5 декабря 1891, Гёттинген — 11 апреля 1945, Хессиш-Ольдендорф, Нижняя Саксония) — партийный и государственный деятель нацистской Германии, участник Ванзейской конференции.

## Биография
Родился в семье чиновника в Гёттингене. После окончания школы в 1911 поступил на военную службу.
Участник Первой мировой войны. Офицер 363-го пехотного полка, командир роты, батальона. Был награждён Железным крестом обеих степеней, был ранен. В апреле 1917 года ранен вторично и попал во французский плен. Освобождён в марте 1920 года. После возвращения в Германию был демобилизован в чине капитана.
Изучал экономику и право в университетах Лозанны, Бонна и Вюрцбурга. В 1922 году получил докторскую степень. Работал юристом. В 1925 году женился на Доротее Капелл (нем. Dorothee Capell).
В 1928 году вступил в НСДАП и начал быстро продвигаться по партийной лестнице: ортсгруппенляйтер в Гельзенкирхене (1928), бецирксляйтер Эмш-Липпе (1929), гауляйтер Северной Вестфалии (с января 1931).
В 1929 году избран депутатом городского совета Гельзенкирхена, в 1930 году — рейхстага.
С мая 1933 — рейхсштаттгальтер Липпе и Шаумбург-Липпе, с 1938 — обер-президент Вестфалии.
С 1941 — заместитель Альфреда Розенберга в Имперском министерстве оккупированных восточных территорий.
Участвовал в Ванзейской конференции (20.01.1942).
В ноябре 1942 назначен имперским комиссаром обороны своего гау.
Найден мёртвым 11 апреля 1945 года, причиной смерти было самоубийство.

## Публикации
- Aus der Arbeit eines Gauleiters und Reichsstathalters // Drei Reden für das Auslandsdeutschtum. [Berlin]: Gau Ausland des NSRB, [1939]. S. 15—40.
- Der Gau Westfalen-Nord. Detmold: Lippische Staatszeitung, 1939 (автор предисловия)
- Das Recht der besetzten Ostgebiete. München-Berlin: C.H. Beck, 1943 (редактор)

## В искусстве
Является героем двух фильмов, посвящённых Ванзейской конференции:
- «Ванзейская конференция» (1984) — в этом фильме является одним из ключевых персонажей, возражая по существу лишь против вмешательства СС в компетенцию министерства, но при этом целиком одобряя уничтожение евреев в целом.
- «Заговор» (2001)